# Hydnophora rigida
Hydnophora rigida är en korallart som först beskrevs av James Dwight Dana 1846.  Hydnophora rigida ingår i släktet Hydnophora och familjen Merulinidae. IUCN kategoriserar arten globalt som livskraftig. Inga underarter finns listade i Catalogue of Life.